# Vadzim Dzevjatowski
Vadzim Anatoljevitsj Dzevjatowski (Wit-Russisch: Вадзім Дзевятоўскі; Russisch: Вадим Анатольевич Девятовский, Vadim Devjatovski) (Navapolatsk, 20 maart 1977) is een Wit-Russische kogelslingeraar. Hij nam tweemaal deel aan de Olympische Spelen, maar won hierbij in eerste instantie geen medailles. Eind 2012 werd hem echter alsnog een bronzen medaille in de schoot geworpen, nadat zijn landgenoot Ivan Tsichan vanwege diskwalificatie zijn acht jaar eerder, op de Spelen van 2004 veroverde zilveren plak, alsnog moest inleveren. 

## Loopbaan
Dzevjatowski werd geschorst van september 2000 tot september 2002 wegens het gebruik van nandrolon. Hij werd in 2004 op het onderdeel kogelslingeren vierde op de Olympische Spelen van Athene. In juli 2005 dat jaar gooide hij 84,90 m, wat sindsdien zijn persoonlijk record is. Hij won op de wereldkampioenschappen van 2005 in Helsinki een zilveren medaille.
Op de Europese kampioenschappen van 2006 in Göteborg werd Dzevjatowski vierde en op de Olympische Spelen van 2008 in Peking tweede met 81,61 achter de Sloveen Primož Kozmus, die de wedstrijd won met 82,02.
In december 2008 besliste het IOC, dat hem deze tweede plaats (en zilveren medaille) werd ontnomen wegens bewezen dopinggebruik. Ditzelfde gebeurde met zijn landgenoot Ivan Tsichan, die brons had behaald. Beiden gingen in beroep bij het Hof van Arbitrage voor Sport, welke hen in juni 2010 op basis van procedurefouten door het Chinese laboratorium in het gelijk stelde. Dzevjatowski kreeg zijn medaille terug.
Dzevjatowski is aangesloten bij Dynamo Sports Club Vitebsk.

## Persoonlijk record
| Onderdeel      | Prestatie | Datum        | Plaats |
| -------------- | --------- | ------------ | ------ |
| kogelslingeren | 84,90 m   | 21 juli 2005 | Minsk  |

## Titels
- Universiade kampioen kogelslingeren - 2005
- Wit-Russisch kampioen kogelslingeren - 2000, 2001, 2002, 2003, 2004, 2005, 2006

## Prestaties
| Jaar | Wedstrijd            | Plaats      | Resultaat | Extra   |
| ---- | -------------------- | ----------- | --------- | ------- |
| 1996 | WJK                  | Sydney      | Zilver    | 70,88 m |
| 1999 | EK U23               | Göteborg    | 4e        | 73,34 m |
| 2003 | WK                   | Parijs      | 7e        | 78,13 m |
| 2004 | OS                   | Athene      | Brons     | 78,82 m |
| 2004 | Wereldatletiekfinale | Szombathely | 6e        | 76,54 m |
| 2005 | WK                   | Helsinki    | Zilver    | 82,60 m |
| 2005 | Universiade          | İzmir       | Goud      | 79,13 m |
| 2005 | Wereldatletiekfinale | Szombathely | Brons     | 78,98 m |
| 2006 | EK                   | Göteborg    | Brons     | 80,76 m |
| 2006 | Wereldatletiekfinale | Stuttgart   | 5e        | 78,67 m |
| 2007 | WK                   | Osaka       | 4e        | 81,57 m |
| 2007 | Wereldatletiekfinale | Stuttgart   | 5e        | 77,81 m |
| 2008 | OS                   | Peking      | Zilver    | 81,61 m |